# Droga krajowa nr 211 (Kostaryka)
Droga krajowa nr 211 (hiszp. Ruta Nacional Secundaria 211/Ruta 211) – jedna z dróg krajowych w Kostaryce. Znajduje się ona w prowincji San José.

## Opis
W prowincji San José droga krajowa nr 211 przebiega przez kanton San José (przez dystrykt San Francisco de Dos Ríos) oraz przez kanton Curridabat (przez dystrykty Curridabat i Tirrases).